# Brandy Norwood
Brandy Rayana Norwood (11 de fevereiro de 1979, McComb, Mississippi), conhecida como Brandy, é uma cantora, compositora, atriz, modelo e empresária norte-americana. Ganhou fama em 1994, quando lançou seu álbum de estreia homônimo. Seu dueto com a cantora Monica, "The Boy Is Mine" (1998), ficou treze semanas em primeiro lugar na Billboard Hot 100 e venceu um Grammy Awards, tornando-se um dos duetos de maior sucesso de todos tempos os tempos. A canção foi carro-chefe de seu segundo álbum, Never Say Never (1998), que vendeu mais de 15 milhões de cópias mundialmente. Ela continuou obtendo sucesso comercial e crítico com seus álbuns seguintes: Full Moon (2002), Afrodisiac (2004), Human (2008), Two Eleven (2012), B7 (2020) e o álbum natalino Christmas With Brandy (2023). Brandy vendeu mais de 40 milhões de álbuns mundialmente, com mais de 8.62 milhões vendidos apenas nos Estados Unidos.
Como atriz, atuou em filmes como: Cinderella (1997), I Still Know What You Did Last Summer (1998) e Descendants: The Rise of Red (2024). Na televisão, estrelou as séries: Moesha (1996-2001), The Game (2012–2015), Zoe Ever After (2016), Star (2018–2019) e Queens (2021–2022); Também foi jurada da primeira temporada do America's Got Talent (2006), competiu na décima primeira temporada do Dancing with the Stars (2010), estrelou com seu irmão o reality show Brandy & Ray J: A Family Business (2010–2011) e participou do The Voice, como conselheira do Team John Legend (2021). Em 2015, ela fez sua estreia na Broadway como Roxie Hart, no musical Chicago.
Seus prêmios incluem um Grammy Awards, três Billboard Music Awards, um American Music Award, e um MTV Movie Awards. Seus álbuns possui um total de 10.5 milhões de unidades certificadas, através da Recording Industry Association of America (RIAA). Ela se tornou conhecida por seu som distinto, caracterizado por seu timbre peculiar, camadas de voz e riffs intrincados, o que lhe rendeu o apelido de "Bíblia Vocal" de colegas da indústria e críticos musicais.

## Biografia
Brandy Rayana Norwood nasceu em 11 de fevereiro de 1979, em McComb, Mississippi. Filha de Willie Norwood, um cantor gospel e diretor de coral, e Sonja Bates, uma gerente distrital. Ela é irmã mais velha de Ray J e prima do rapper Snoop Dogg, Foi criada em Carson, Califórnia em um lar cristão e começou a cantar no coral da igreja local. Em 1983, seus pais se mudaram para Carson, Califórnia, e ela entrou para a Hollywood High Performing Arts Center, e também começou a participar de shows de talentos. Em 1990, assinou seu primeiro contrato com a Teaspoon Productions, onde trabalhou como backing vocal para a boy band de R&B Immature, e produziu uma fita demo.

## Carreira

### 1993–1996: Álbum de estreia eMoesha
Em 1993, em meio a negociações em andamento com a East West Records, seus pais conseguiram uma audição com um diretor da Atlantic Records, conseguindo um contrato de gravação. A mãe de Brandy se demitiu de seu emprego para administrar a carreira da filha, enquanto Brandy abandonou a escola presencial, e passou a ter aulas particulares. Enquanto produzia seu álbum de estreia, Brandy conseguiu um papel na comédia do canal ABC Thea, interpretando a filha de uma mãe solteira. A  série foi cancelada em sua primeira temporada, mas lhe rendeu uma indicação ao Young Artists Award.
Seu álbum de estreia autointitulado foi lançado em setembro de 1994, e alcançou a vigésima posição da Billboard 200. A reação da crítica à Brandy foi positiva, com a AllMusic, declarando Brandy "uma Janet Jackson discreta ou uma Mary J. Blige mais despojada [...] com boas músicas e uma boa produção nítida". Brandy vendeu mais de seis milhões de cópias mundialmente, e produziu três hits que alcançaram o top 10 da Billboard Hot 100, incluindo "I Wanna Be Down" e "Baby", que alcançaram o topo da parada de singles R&B e receberam o certificado de ouro e platina pela Recording Industry Association of America (RIAA). O álbum lhe rendeu duas indicações ao Grammy Awards, nas categorias de Best New Artist e Melhor Performance Vocal Feminina de R&B, além de ter dado à cantora quatro prêmios no Soul Train Music Awards, e dois no Billboard Music Awards. Em 1995, ela foi o ato de abertura na turnê do grupo Boys II Men, e contribuiu com canções para as trilhas sonoras dos filmes Batman Forever e Waiting to Exhale, a última com o single de sucesso "Sittin' Up in My Room".
Em janeiro de 1996, Brandy retorna a televisão no seriado Moesha, onde deu vida a personagem titulo, Moesha Mitchell. O programa se tornou um dos mais assistidos do canal UPN. Brandy foi premiada com um NAACP Image Award de Melhor Atriz Jovem. Ainda em 1996, ela colaborou com Tamia, Chaka Khan e Gladys Knight no single "Missing You", lançado para a trilha sonora do filme Set It Off. O single lhe proporcionou sua terceira indicação ao Grammy na categoria de "Melhor Colaboração".

### 1997–1999:CinderellaeNever Say Never
Em 1997, Brandy foi escolhida por Whitney Houston para estrelar a versão musical de Cinderella para a TV. Houston produziu e atuou, com um elenco que também incluía Jason Alexander, Bernadette Peters e Whoopi Goldberg. O especial de duas horas exibido pela rede ABC, recebeu cerca de 60 milhões de espectadores, e no ano seguinte foi indicado a sete Emmy Awards, levou um de "Melhor Direção de Arte para um Programa de Variedades ou Música".
Seu segundo álbum de estúdio Never Say Never, foi lançado em junho de 1998; Brandy co-escreveu e produziu seis músicas, incluindo seu primeiro single número um na Billboard Hot 100, "The Boy Is Mine", um dueto com a cantora Monica, que ficou treze semanas no topo da Billboard Hot 100, eventualmente, conquistou um Grammy de "Melhor Performance de R&B por um Duo ou Grupo". O single "Have You Ever?" também atingiu o topo da Hot 100. O álbum chegou na segunda posição da Billboard 200 e vendeu mais de 15 milhões de cópias em todo o mundo. Em 1999, Norwood embarcou em sua primeira turnê mundial, a "Never Say Never World Tour", que passou pela América do Norte, Ásia e Europa.
No mesmo ano, Brandy fez sua estreia nos cinemas com o papel coadjuvante de Karla Wilson no longa de terror, I Still Know What You Did Last Summer. O filme lhe rendeu uma indicação ao MTV Movie Awards. Em 1999, co-estrelou com Diana Ross o telefilme Double Platinum, sobre um relacionamento intenso entre mãe e filha. Tanto Brandy quanto Ross atuaram como produtoras executivas do filme. No mesmo ano, Brandy foi uma das atrações do VH1 Divas Live '99 e a Mattel lançou a "Brandy Doll", uma Barbie inspirada na Brandy.

### 2000–2007:Full MooneAfrodisiac
Após o fim de Moesha em 2001, Brandy retornou à música, com seu irmão Ray J; eles foram convidados a gravar uma versão de "Another Day in Paradise" de Phil Collins, para o álbum de tributo Urban Renewal: A Tribute to Phil Collins. Seu terceiro álbum de estúdio, Full Moon, foi lançado em março de 2002 e estreou na segunda posição da Billboard 200, e alcançou o topo da parada Top R&B/Hip-Hop Albums. O primeiro single, "What About Us?", se tornou um hit top 10 mundial, e a faixa título atingiu o top 20 nos Estados Unidos e no Reino Unido. A recepção da mídia foi positiva, com a Rolling Stone descrevendo o álbum como um "R&B frenético e sexy". No mesmo ano, Brandy anunciou que estava gravida. A MTV produziu um especial intitulado de "MTV Diary Presents Brandy: Special Delivery"; que documentou seus últimos meses de gravidez e o nascimento de sua filha Sy'rai.
Seu quarto álbum de estúdio, Afrodisiac, foi lançado em junho de 2004, se tornou o mais aclamado de sua carreira, com alguns comparando-o como "Janet Jackson no seu melhor". O álbum estreou em terceiro lugar na Billboard 200, e recebeu certificações nos Estados Unidos, Europa e Japão. O single "Talk About Our Love" alcançou o número seis no Reino Unido, os singles subsequentes não obtiveram sucesso nas paradas. Naquele mesmo ano, ela viveu Gladys Knight, na estreia da terceira temporada da série American Dreams, na qual ela cantou a música "I Heard It Through the Grapevine".
No fim de 2004, após onze anos com a Atlantic Records, Brandy pediu uma liberação do contrato, citando o seu desejo de "seguir em frente". Para completarseu contrato, a coletânea The Best of Brandy, foi lançada em março de 2005. Em junho de 2006, Brandy foi escalada como jurada na primeira temporada do America's Got Talent, um concurso de talentos amador na NBC com produção executiva de Simon Cowell. O programa foi um sucesso de audiência e Brandy estava confirmada para retornar para uma segunda temporada em 2007, mas acabou decidindo não fazê-lo, após se envolver em um fatal acidente de carro em 2006. Ela foi substituída por Sharon Osbourne.

### 2008–2014:HumaneTwo Eleven
Após um hiato, Brandy lança seu quinto álbum de estúdio Human, em dezembro de 2008. Distribuído pela Sony Music, o álbum marcou a estreia de Norwood no selo Epic Records, e sua reunião com o colaborador e mentor de longa data Rodney Jerkins, que escreveu e produziu a maior parte do álbum. Bem recebido pela crítica, Human estreou no número quinze na Billboard 200 dos EUA com vendas de 73.000 cópias. O álbum não teve muita divulgação, resultando em vendas fracas e no fim de seu contrato com a Epic. Em 2009, ela apresentou seu alter-ego de rap, Bran'Nu, participando de duas faixas no álbum de Timbaland, Shock Value II. Em abril de 2010, estreia no canal VH1 o reality Brandy and Ray J: A Family Business, que  mostrava os bastidores da vida dos irmãos, enquanto assumiam papéis maiores na administração da companhia da família, R&B Productions. No outono de 2010, entrou como concorrente na 11ª temporada do programa Dancing with the Stars. Ela ficou em quarto lugar na competição, o que foi um choque para os juízes, espectadores e outros competidores que a consideraram uma das favoritas do programa durante toda a competição.
Em agosto de 2011, Norwood assinou um contrato de gravação conjunto com a RCA Records e a Chameleon Records. Em setembro, o programa de talentos, Majors & Minors, estreou no Hub Network, com Brandy como jurada. Naquele mesmo ano, voltou a atuar com aparições recorrentes nas séries 90210 da The CW, e na quarta temporada da série Drop Dead Diva do Lifetime, na qual ela interpretou o papel de Elisa Shayne. No mesmo ano, se juntou ao elenco da série de comédia The Game do BET, com a personagem Chardonnay.
Em fevereiro de 2012, Norwood voltou a trabalhar com Monica no dueto "It All Belongs to Me". No mesmo ano, foi lançado o primeiro single de seu novo álbum, "Put It Down", em parceria com o cantor Chris Brown. A música alcançou o terceiro lugar na parada Hot R&B/Hip-Hop Songs. Seu sexto álbum, Two Eleven, foi lançado em outubro de 2012, alcançando o terceiro lugar na Billboard 200, e o topo da parada de álbuns de R&B/Hip-Hop. Em março de 2013, Brandy voltou aos cinemas interpretando Melinda, no drama Temptation: Confessions of a Marriage Counselor, de Tyler Perry. O filme foi um sucesso moderado de bilheteria nos EUA. Em junho de 2013, ela assinou com a Creative Artists Agency. Em julho, ela também foi empossada como membro honorário da irmandade Alpha Kappa Alpha. No mesmo mês, ela lançou uma versão cover da canção "Magic" do Coldplay em sua conta no TwitMusic. No BET Hip Hop Awards de 2014, ela se reuniu com Queen Latifah, MC Lyte e Yo-Yo para apresentar o remix de "I Wanna Be Down", em comemoração ao 20º aniversário de lançamento do single.

### 2015–2020: Estreia na Broadway, Star eB7
Em abril 2015, Brandy fez sua estreia na Broadway no musical Chicago, no qual interpretou o papel principal de Roxie Hart. Devido o sucesso, ela reprisou o papel em várias ocasiões entre 2016 e 2017. Também em 2015, Norwood apareceu no mashup da dupla britânica 99 Souls, "The Girl Is Mine", para o qual ela regravou seus vocais de "The Boy Is Mine". A canção alcançou o top cinco na Bélgica e no Reino Unido.
Em janeiro de 2016, produziu e estrelou a série Zoe Ever After, do canal BET, que girava em torno de Zoe Moon, uma mãe recém-solteira saindo da sombra de seu famoso ex-marido boxeador. A série foi cancelada após a primeira temporada. No mesmo mês, lançou o single "Beggin & Pleadin" no SoundCloud, através de sua própria gravadora Slayana Records. Em fevereiro, ela anunciou sua primeira turnê como atração principal em oito anos "Slayana World Tour", pela Europa e Oceania. Em março, Brandy processou a Chameleon Entertainment Group e seu presidente, Breyon Prescott, depois que a gravadora se recusou a permitir que ela gravasse e lançasse novos álbuns, ela exigiu US$ 270.000 em compensação, e uma declaração judicial de que ela está "contratualmente livre da Chameleon". Ambas as partes chegaram a um acordo em 2017. Em novembro de 2016, Brandy recebeu o prêmio "Lady of Soul Award" no Soul Train Music Awards, e seu medley de sucessos de nove minutos foi recebido com elogios.
Em 2018, tornou-se uma personagem regular na série de drama musical Star, onde desempenhou o papel de Cassie, e permaneceu até o cancelamento da série em 2019. Em 2019, foi homenageada pelo BMI, com um President's Award. Em junho, ela apareceu no segundo álbum do cantor canadense Daniel Caesar, emprestando os vocais ao dueto "Love Again". Lançado como single, rendeu a eles uma indicação ao Grammy de Melhor Performance de R&B na 62ª edição de premiação e alcançou o topo da parada Adult R&B Songs, tornando-se sua primeira música a alcançar o feito. Em setembro de 2019, ela lançou o single "Freedom Rings", que foi lançado para coincidir com o 25º aniversário de seu álbum de estreia autointitulado.
Seu sétimo álbum de estúdio, B7, foi lançado em julho de 2020. Seu primeiro projeto como artista independente, lançado através de sua própria gravadora Brand Nu Inc. O lançamento foi precedido pelo single "Baby Mama", com Chance The Rapper. B7 estreou no número 12 na Billboard 200, também alcançando o número 2 na parada de álbuns de R&B do Reino Unido. O álbum recebeu críticas positivas, com inúmeras publicações incluindo-o em suas listas dos melhores álbuns de 2020, e foi indicado na categoria de "Álbum do Ano" no Soul Train Awards de 2020. Em agosto de 2020, Brandy e Monica "lutaram" na web série Verzuz. Filmado no Tyler Perry Studios, foi assistido por 1,2 milhão de espectadores apenas na transmissão ao vivo do Instagram. Dois meses depois, Brandy apresentou um medley de sucessos no Billboard Music Awards.

### 2021–2024:QueenseChristmas with Brandy
Em março de 2021, Brandy foi escolhida por John Legend como mentora na vigésima temporada de The Voice. Também naquele mês, ao lado de Naturi Naughton, Eve e Nadine Velazquez, se juntou ao elenco da série de drama musical Queens, do canal ABC. Queens estreou em 19 de outubro de 2021, com críticas amplamente positivas, mas a série não foi renovada para uma segunda temporada.
Em março de 2022, Brandy lançou "Nothing Without You", um dueto ao lado da filha Sy'Rai,  gravado para a trilha sonora do filme de comédia Cheaper by the Dozen. Em abril, Mariah Carey lançou uma versão regravada de seu single de 1998 "The Roof (Back in Time)", com os vocais de Brandy. Em junho de 2022, Brandy assinou com a Motown Records. Em outubro de 2022, ela foi indicada para Melhor Ato Global no All Africa Music Awards 2022 por "Somebody's Son", sua colaboração com a cantora nigeriana Tiwa Savage. Em novembro de 2023, Brandy lançou seu oitavo álbum de estúdio, e seu primeiro de natal, Christmas with Brandy, com seis canções originais e seis covers de músicas natalinas. Seu lançamento coincidiu com o lançamento do filme de natal da Netflix, Best. Christmas. Ever!, estrelado por Brandy, Heather Graham e Jason Biggs. Em 23 de novembro, ela cantou "Someday at Christmas" na Parada do Dia de Ação de Graças da Macy's.
Em 4 de fevereiro de 2024, Brandy se apresentou no Grammy Awards, ao lado de Burna Boy e 21 Savage, com o single "Sittin' on Top of the World". Em 7 de junho, ela fez uma aparição especial como âncora de jornal no videoclipe "The Boy Is Mine" de Ariana Grande, ao lado de Monica; Em 21 de junho, Ariana Grande lançou a versão remix da faixa, com a participação de Brandy e Monica. Em julho de 2024, o filme Descendants: The Rise of Red, uma sequência independente da franquia Descendants, foi lançada no Disney+, no qual Brandy reprisou o papel de Cinderela; Ela também contribui com a trilha sonora. Em setembro de 2024, chegou aos cinemas The Front Room, um filme de terror psicológico da A24, protagonizado por Brandy.

### 2025–presente: Livro de Memórias e Turnê com Monica
Em 8 de janeiro de 2025, foi anunciado que Brandy lançaria seu livro de memórias, que "compartilharia sua história completa". O livro de memórias será lançado em 7 de outubro do mesmo ano, pela Hanover Square Press. Em maio de 2025, Norwood foi anunciada para reprisar o papel de Cinderela em Descendants: Wicked Wonderland, a quinta sequencia da franquia Descendants.
Em 24 de junho de 2025, Brandy e Monica anunciaram uma turnê conjunta pelos Estados Unidos, Intitulada "Boy Is Mine Tour"; a turnê deve começar em outubro de 2025 e terminar em dezembro de 2025; Os shows também contarão com os artistas de apoio Kelly Rowland, Muni Long e Jamal Roberts. Em julho de 2025, ela fez uma aparição especial em uma cena pós-créditos no filme sequência de 2025 I Know What You Did Last Summer. Em 23 de julho de 2025, foi anunciado que ela atuaria e seria a produtora executiva do filme Christmas Everyday da Lifetime, estrelando ao lado de sua filha Sy'Rai.

## Vida Pessoal

### Relacionamentos
Em 1996, Brandy foi acompanhante no baile de formatura do ensino médio de Kobe Bryant, futuro jogador dos Los Angeles Lakers. Alguns meses depois do baile, Bryant participou de um episódio da segunda temporada de Moesha. Apesar de rumores, Norwood afirma que os dois sempre foram amigos e que nunca houve algum tipo de relacionamento amoroso. Ela namorou o vocalista do Boyz II Men, Wanya Morris, e brevemente o rapper Mase, quando estava trabalhando em álbum, Never Say Never.
Em 2001, Norwood se envolveu com o produtor musical Robert "Big Bert" Smith, durante a produção do álbum Full Moon. O casal manteve seu relacionamento em segredo até fevereiro de 2002, quando Norwood anunciou que estava grávida. No entanto, um ano após o nascimento de sua filha, Sy'rai Iman Smith, em 16 de junho de 2002, Norwood e Smith se separaram. Em 2004, Smith revelou que nunca havia se casado legalmente, e que eles fingiram se casar para preservar a imagem pública de Norwood. Em 2004, Brandy começou um relacionamento com o jogador da NBA Quentin Richardson, que jogava pelo Los Angeles Clippers. Norwood terminou com Richardson em setembro de 2005, após 14 meses de noivado. Em 2010, namorou brevemente o rapper Flo Rida. No final de 2012, Norwood ficou noiva do executivo musical Ryan Press. Em abril de 2014, terminaram o relacionamento.

### Filantropia
Em 1997, junto de seu irmão Ray J, criou a "Norwood Kids Foundation", com objetivo de usar as artes como um catalisador para moldar jovens vulneráveis em indivíduos autoconfiantes, responsáveis e atenciosos, capazes de causar um impacto positivo em suas comunidades. Em 1999, Norwood foi a primeira porta-voz internacional para a juventude da UNICEF. Norwood também é uma ávida parcipante da "Make A Wish Foundation" e da "RAINN". Em 2000, Norwood doou US$ 100.000 para a 2.000 WATTS, um centro comunitário de entretenimento fundado pelo cantor Tyrese Gibson na comunidade carente de Watts, Califórnia. Se uniu à campanha “Nothing Compares to Family” da Skecher em 2008. Em 2010, se uniu a "Get Schooled", uma organização nacional sem fins lucrativos que faz ligações de celebridades para acordar os alunos para a escola. Em 2014, se uniu a "text4baby", que espalha saúde e bem-estar para futuras mamães por meio de mensagens de texto, e se tornou co-presidente honorária da Fundação "Unstoppable" em 2014.

### Acidente
Em 30 de dezembro de 2006, enquanto dirigia na 405 Freeway em Los Angeles, Brandy atingiu um Toyota dirigido por Awatef Aboudihaj, de 38 anos, que não resistiu aos ferimentos e morreu. Autoridades policiais relataram que Brandy estava dirigindo seu carro a 100 quilômetros por hora e não percebeu que os veículos à sua frente diminuíram a velocidade consideravelmente. Seu veículo então colidiu com a traseira do Toyota de Aboudihaj, fazendo que ela batesse em outro veículo. No entanto, a Patrulha Rodoviária da Califórnia informou mais tarde que Aboudihaj bateu no carro na frente dela e depois pisou no freio, e a parada repentina fez com que Norwood batesse no carro de Aboudihaj. Os relatórios toxicológicos mostraram que Aboudihaj tinha "pequenos traços" de maconha em seu sistema no momento do acidente. Os pais de Aboudihaj entraram com uma ação de US$ 50 milhões por homicídio culposo contra Brandy. O processo acabou sendo cancelado, após Brandy fechar um acordo com os pais de Aboudihaj. O marido de Aboudihaj também entrou com uma ação, mas fez o acordo em novembro daquele ano. Os dois filhos de Awatef Aboudihaj receberam US$ 300.000 cada, enquanto dois outros motoristas envolvidos fizeram um acordo com valores não revelados.
Em maio de 2009, Norwood declarou: "Toda a experiência mudou completamente minha vida, e posso dizer que me considero uma pessoa melhor. Sabe, ainda não entendo tudo e por que tudo isso aconteceu, mas eu definitivamente tenho um coração, e meu coração está com todos os envolvidos. Eu oro todos os dias." Em uma entrevista ao The Grio, Norwood revelou que teve depressão e transtorno de estresse pós-traumático, e passou anos se tratando com terapia, oração e meditação.

## Arte

### Voz e Estilo
Brandy possui um alcance vocal de contralto. Sua voz tem sido frequentemente descrita como suave e rouca pelos críticos de música e pela própria Brandy. O crítico de música da Slant Magazine, Andrew Chan, descreve o tom vocal de Norwood como "uma mistura incomum de calor e frio, e arestas duras". Ele ainda descreve sua qualidade vocal, dizendo: "Como pouco mais no canto da música pop, a sutil manipulação de timbre e textura de Brandy recompensa a audição atenta. [...] Sua principal técnica sempre foi seus riffs longos e em cascata, uma habilidade a se reverenciar". Norwood também é conhecida por seu uso de gravação multipista para criar arranjos vocais e camadas intrincados.[carece de fontes?]
Seu estilo musical é um R&B contemporâneo, fortemente enraizado no gospel, no hip hop e soul. Suas letras falavam de vários tipos de amor, desde amor casual e amigável até assuntos românticos e espirituais. Influenciada por Whitney Houston e Mariah Carey, ela incorporou o pop contemporâneo adulto e deu ênfase em baladas de R&B suaves e maduras, como é apresentado em seu segundo álbum de estúdio, Never Say Never. Seu terceiro álbum, Full Moon, é considerado uma mistura bem sucedida do R&B com influências de electro-funk. Sua voz leve e feminina passou por uma evolução, se tornando muito mais profunda do que tinha sido ao longo da década de 1990. Em 2004, sua crescente afinidade com a banda britânica Coldplay, fizeram com que ela tivesse uma visão mais experimental em seu quarto álbum de estúdio, Afrodisiac. O aclamado álbum, é uma colaboração de Brandy com os produtores Timbaland e Kanye West, e utilizou uma estética que funde paisagens sonoras de pop ambiente, dub e breakbeat.

### Influências
Desde o início de sua carreira, Brandy nomeou Whitney Houston como sua maior influência musical, creditando sua voz, música e performances como essenciais para ela. Em uma entrevista, Brandy afirmou que, “Whitney é a maior voz de todos os tempos." Ela elabora, dizendo: “Eu queria ser como ela, cantar como ela e fazer tudo o que ela estava fazendo". No final dos anos 1990, Houston se tornaria amiga pessoal e mentora de Brandy, com a própria Houston se autodenominando a “madrinha” de Brandy. Norwood também nomeia seu pai, o treinador vocal Willie Norwood, como fundamental para seu desenvolvimento como cantora. Sobre seu pai, ela afirma: “Cresci cantando na igreja com meu pai, onde ele era o diretor musical e cantávamos músicas gospel a acappella. No começo, eu não gostava da minha própria voz, mas ele me encorajou a abraçar as qualidades únicas da minha voz".
Enquanto desenvolvia seu próprio estilo, Brandy creditou a cantora de jazz gospel Kim Burrell, a artista new age Enya, e a cantora inglesa Sade como grandes influências. Ao falar sobre elas, ela disse: "...ouvir essas mulheres me ajudou a encontrar meu nicho, meu próprio som". Brandy também citou várias outras inspirações musicais, incluindo Michael Jackson, Mariah Carey, Boyz II Men, The Clark Sisters, Stevie Wonder, Aretha Franklin, Coldplay, Janet Jackson, Aaliyah e Timbaland. Em sua carreira de atriz, Brandy cita as atrizes Lucille Ball, Jenifer Lewis, Gabrielle Union, Niecy Nash e Kim Fields, como suas influências.

## Legado
Brandy teve um impacto significativo na indústria da música, onde ela é muitas vezes é referida como a "The Vocal Bible" (A Bíblia Vocal). Ela vendeu mais de 40 milhões de discos mundialmente, sendo mais de 8.62 milhões de álbuns vendidos apenas nos Estados Unidos. De acordo com a Recording Industry Association of America (RIAA), ela possui 10.5 milhões de unidades certificadas. O single "The Boy Is Mine" é uma das canções que passaram mais tempo no topo da Billboard Hot 100 (13 semanas), e também tornou-se um dos singles mais vendidos de todos os tempos. Em 1997, ela se tornou a primeira afro-americana a desempenhar o papel de Cinderela em um filme. Em 1999, a Billboard incluiu Brandy no top 20 das "maiores artistas pop da década de 1990".
Indicada a diversos prêmios importantes, Brandy venceu um Grammy Awards, dois BMI Awards, cinco Soul Train Lady of Soul Awards, três Soul Train Music Awards, três NAACP Image Awards, três Billboard Music Awards, um American Music Award, um Teen Choice Awards, um Nickelodeon Kids' Choice Awards e um MTV Movie Awards. Em 2008, a Billboard colocou "The Boy Is Mine" em terceiro lugar, em uma lista especial dos "40 maiores duetos de todos os tempos". Em 2010, a Billboard também incluiu ela em sua lista dos "50 maiores Artistas de R&B e Hip-Hop dos últimos 25 anos". Ela também foi uma das artistas mais jovens a ser indicada ao Grammy Awards de "Best New Artist". Em 2023, a Rolling Stone classificou Brandy na posição 193 em sua lista dos "200 Maiores Cantores de Todos os Tempos".
Brandy já foi citada como uma influência por vários cantores como: Ariana Grande, Keyshia Cole, Kehlani, Normani, Ty Dolla Sign, Tamar Braxton, entre outros. Em 2007, Rihanna disse: "[Brandy] realmente ajudou a inspirar esse álbum [Good Girl Gone Bad]. Eu ouvia [Afrodisiac] todos os dias enquanto estava no estúdio". A cantora Keshia Chanté disse que o álbum Full Moon serviu de inspiração para seu álbum Night & Day, enquanto o cantor Luke James se referiu a Full Moon como a "bíblia" do R&B contemporâneo dos anos 2000, chamando-o de "referência de como fazer vocais". Em 2014, Solange Knowles disse a NPR "Brandy é a base de muito desse R&B experimental que faço, progressivo e inovador. Brandy realmente me influenciou muito." Erykah Badu observou que seu álbum de estreia, Baduizm (1997), foi influenciado pelo álbum de estreia de Brandy. Kelly Rowland citou ela como uma das inspirações para seu segundo álbum de estúdio, Ms. Kelly (2007). John Frusciante, guitarrista do Red Hot Chili Peppers citou Brandy como a "principal inspiração" por trás do trabalho de guitarra no álbum Stadium Arcadium (2006). A cantora H.E.R., disse que Brandy influenciou no estilo de seu primeiro álbum. A atriz Keke Palmer declarou: "Sinto que a razão pela qual sou capaz de fazer isso [tornar-me a primeira Cinderela afro-americana na Broadway] é porque Brandy fez isso na TV".

## Discografia
- Brandy (1994)
- Never Say Never (1998)
- Full Moon (2002)
- Afrodisiac (2004)
- Human (2008)
- Two Eleven (2012)
- B7 (2020)
- Christmas with Brandy (2023)

## Turnês
Principal
- Never Say Never World Tour (1999)
- Human World Tour (2009)
- Slayana World Tour (2016)

Abertura
- II World Tour (com Boyz II Men) (1995)

## Filmografia

### Filmes
| Ano  | Title                                           | Papel                       | Notas                           |
| ---- | ----------------------------------------------- | --------------------------- | ------------------------------- |
| 1997 | Cinderella                                      | Cinderella                  | Telefilme                       |
| 1998 | I Still Know What You Did Last Summer           | Karla Wilson                | [ 214 ]                         |
| 1999 | Double Platinum                                 | Kayla Harris                | Telefilme / Produtora Executiva |
| 2001 | Osmosis Jones                                   | Leah Estrogen               | Voz                             |
| 2013 | Temptation: Confessions of a Marriage Counselor | Melinda                     | [ 215 ]                         |
| 2016 | The Perfect Match                               | Avatia                      | [ 216 ]                         |
| 2023 | Best. Christmas. Ever!                          | Jackie Jennings             | Filme Netflix                   |
| 2024 | Descendants: The Rise of Red                    | Cinderella                  | Filme Disney+                   |
| 2024 | The Front Room                                  | Belinda                     | [ 219 ]                         |
| 2025 | I Know What You Did Last Summer                 | Karla Wilson                | Aparição                        |
| 2025 | Christmas Everyday                              | Francine "Fancy" Ballantine | Telefilme Lifetime              |
| 2026 | Descendants: Wicked Wonderland                  | Cinderella                  | Filme Disney+                   |

### Televisão
| Ano       | Programa                          | Papel                  | Nota                                              |
| --------- | --------------------------------- | ---------------------- | ------------------------------------------------- |
| 1993-1994 | Thea                              | Danesha Turrell        | Elenco Principal                                  |
| 1995      | New York Undercover               | Cantora                | Episódio: "Digital Underground"                   |
| 1996-2001 | Moesha                            | Moesha Mitchell        | Protagonista / Produtora Executiva (22 episódios) |
| 1997      | Jungle Cubs                       | Latecia                | Voz / Episódio: "A Tale of Two Tails/Hair Ball"   |
| 1999      | VH1 Divas Live '99                | Ela Mesma              | Especial do VH1                                   |
| 2000      | The Parkers                       | Moesha Mitchell        | Episódio: "Scary Kim" / Spin-off de Moesha        |
| 2002      | Sabrina, the Teenage Witch        | Mystery Caller         | Episódio: "Guilty!"                               |
| 2002      | Reba                              | Mystery Caller         | Episódio: "She Works Hard for the Money"          |
| 2002      | Raising Dad                       | Mystery Caller         | Episódio: "The House of Stewart"                  |
| 2002      | Maybe It's Me                     | Ela Mesma              | Episódio: "The Quahog Festival"                   |
| 2002      | Brandy: Special Delivery          | Ela Mesma              | Documentário de 4 partes para a MTV               |
| 2004      | American Dreams                   | Gladys Knight          | Episódio: "Long Shots and Short Skirts"           |
| 2004      | Punk'd                            | Ela Mesma              | Temporada 3, episódio 6                           |
| 2005      | Dr. House                         | Ela Mesma              | Episódio: "DNR"                                   |
| 2005      | American Idol                     | Jurada Convidada       | Episódio: "Auditions: San Francisco"              |
| 2006      | One on One                        | Michelle McGinty       | 4 episódios                                       |
| 2006      | America's Got Talent              | Jurada                 | 1ª temporada                                      |
| 2006      | Project Runway                    | Jurada Convidada       | 2 episódios                                       |
| 2008      | The Hills                         | Ela Mesma              | Episódio: "I Want You to Be with Me"              |
| 2009-2010 | For the Love of Ray J             | Ela Mesma              | Reality Show / 4 episódios                        |
| 2010      | Dancing with the Stars            | Competidora            | Temporada 11, eliminada na 9ª semana              |
| 2010-2011 | Brandy & Ray J: A Family Business | Ela Mesma              | Reality Show / Produtora Executiva / 20 episódios |
| 2011      | 90210                             | Marissa Harris-Young   | 5 episódios                                       |
| 2011      | Majors & Minors                   | Ela Mesma              | 9 episódios / Mentora / Produtora Executiva       |
| 2011-2012 | Drop Dead Diva                    | Elisa Shayne           | 5 episódios                                       |
| 2012-2015 | The Game                          | Chardonnay             | Temporadas 5, 6, 9                                |
| 2014      | The Soul Man                      | Rita                   | Episódio: "All the Way Live"                      |
| 2014      | Love & Hip Hop: Hollywood         | Ela Mesma              | Reality Show / Vários episódios                   |
| 2016      | Zoe Ever After                    | Zoe Moon               | Protagonista / 8 episódios                        |
| 2017      | My Kitchen Rules                  | Competidora            | 3 episódios, com seu irmão Ray J                  |
| 2018-2019 | Star                              | Cassie Brown           | Temporadas 2, 3                                   |
| 2021      | The Voice                         | Ela Mesma              | Temporada 20 / Conselheira do Team John Legend    |
| 2021-2022 | Queens                            | Naomi "Xplicit Lyrics" | Protagonista                                      |